# Vimaladharmasuriya I

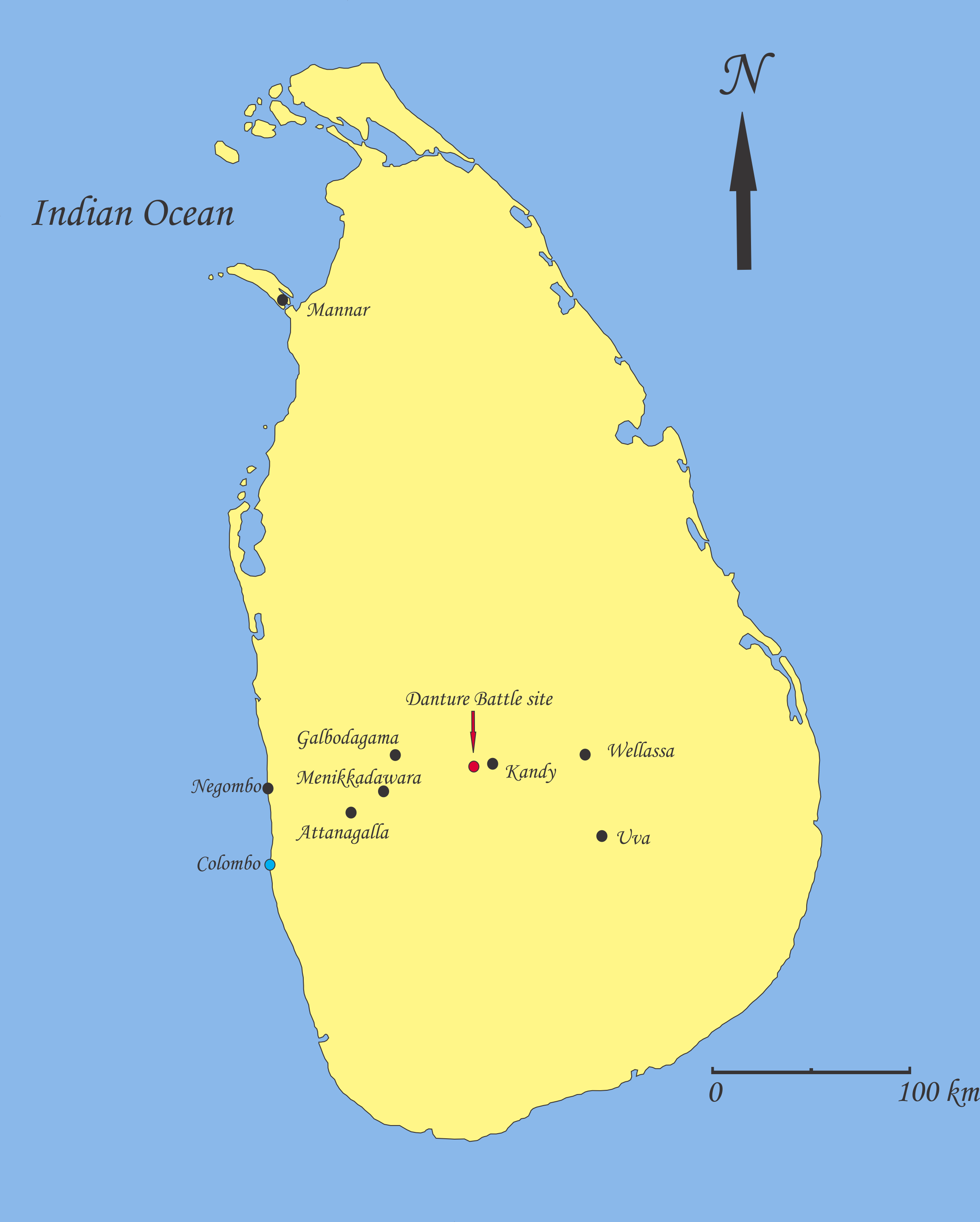
Campanya de 1594

Konappu Bandara fou rei de Senkadagala o Uda Rata (1590-1604). Era fill de Wirasundara Mudiyanse que el 1581 havia estat nomenat virrei de Uda Rata però s'havia revoltat i s'havia proclamat rei vers el 1588, sent assassinat per agents de Raja Sinha I de Sitawaka. Konappu, quan va saber la mort del seu pare o l'entrada al país de forces del regne de Sitawaka, va fugir a Colombo on fou ben rebut pel rei Dharmapala que li va donar en matrimoni una filla del seu camarlenc Sembahap Perumal. El rei Karaliyadda havia deixat un filla jove que s'havia refugiat al regne de Jaffna, sota la custòdia del seu nebot Jama Sinha Bandara. Ambdós van arribar a Colombo i Jama es van acabar fent cristians amb el nom de Dom Felipe.

## Inici de la lluita de Konappu
Konappu es va fer cristià rebent el nom de João da Àustria, però es creu que no va obeir les ordres dels portuguesos i fou desterrat a Goa; allí va coincidir amb Jama Sinha Bandara (ara Dom Felipe) que havia anat a Goa per cedir els seus drets a Uda Rata en cas de morir ell o el seu fill Dom João sense hereu. Els portuguesos li van facilitat un exèrcit per recuperar el regne i Konappu li va donar suport; Jama Sinha Bandara va desembarcar a la costa nord i va avançar cap a Senkadagala on fou proclamat rei, però va morir de malaltia al cap de poc temps i el seu fill era encara un nen, així que els portuguesos es van retirar amb el infant (vers 1590).

## Konappu esdevé rei com Vimaladharmasuriya I
Des de Manar Don Joao fou enviat a un col·legi a Goa. Però Konappu va seguir la lluita, segurament fou llavors quan es va convertir al budisme, i va obtenir molts èxits; aviat les guarnicions de Sitawaka foren expulsades de les muntanyes; però els portuguesos de Colombo no el van ajudar. Però després de la mort de Raja Sinha I (1593) ja no va tenir oposició. Quan el Perumal va conquerir Kotte (que va entregar a Dharmapala i, per tant, als portuguesos) i va agafar el tron de Sitawaka amb lleialtat a Portugal (que també dominava el regne de Jaffna), els portuguesos es podien considerar dominadors efectius de tota l'illa, excepte la part sud-oriental que formava el regne d'Uda Rata amb capital a Senkadagala, on Konappu s'havia imposat ai proclamat rei com Vimaladharmasuriya I o Wimala Dharma Surya.
Els portuguesos llavors van decidir conquerir aquest regne que seria per Dona Catherina, la jove filla de Karalliyadda, la qual seria casada amb un portuguès, expulsant a Konappu i això fou encarregat a Pedro de Sousa, que s'havia destacat darrerament en la campanya de Malaca. Però no consideraven la manca de suport local, les pèrdues que havien patit els portuguesos al participar amb l'Armada Invencible (1588) i el tancament del port de Lisboa als holandesos rebels contra Felip II que havia afectat el comerç i obligava als holandesos a substituir als portuguesos en el comerç oriental. Ni van tenir en compte el desprestigi que els portuguesos s'havien guanyat com a espoliadors, fins i tot els capitans, més preocupats d'enriquir-se que de governar amb equitat i justícia.

## El fracàs de Dona Catherina
A finals d'abril de 1594 uns 600 soldats portuguesos ben entrenats, a les ordres de Pedro Lopes de Sousa, nomenat governador i general conqueridor, van iniciar la conquesta. Amb forces de Jayawira Bandara rei de Sitawaka i 9000 lascarins van marxar de Colombo cap a Menikkadawara. Alli se li va reunir Dona Catherina procedent de Manar; el pas de Balane estava abandonat i van poder avançar sense oposició fins al Mahaweli Ganga; Vimala Dharma Suriya I es va fer fonedís en les selves de la part oriental de l'illa on habitaven el poble anomenat vedes, considerats aborígens pre-aris, favorables al rei i on aquest havia amagat la seva família i tresor. El seu palau fou ocupat pels portuguesos amb una guàrdia per la princesa l'accés a la qual fou prohibit excepte per alguns religiosos portuguesos i una dama europea; la població va sospitar que els portuguesos volien conquerir el país en benefici propi i no de la seva princesa nativa i la gent va fugir per engreixar els rangs de Vimala Dharma Suriya I. La princesa havia de ser casada amb Francisco de Silva, famós com el portuguès més alt i guapo de l'Índia, però finalment això no era cert i aquest va tornar a Manar.
De mica en mica els portuguesos es van veure fustigats i amenaçats; no els arribaven provisions i es va començar a dubtar de la lleialtat de Jayawira Bandara i un missatge conspiratiu suposadament d'aquest fou interceptat i el comandant portuguès el va matar (es creu que en realitat era innocent) i després van massacrar a tots els seus homes; els lascarins, lleials a Jayawira, van desertar. Lopes va decidir retirar-se a Balane però foren atacats pels lascarins ansiosos de venjança, auxiliats per les forces de Wimala Dharma, i destruïts; només una part de la força portuguesa (220 homes) resistia (tots amb alguna ferida; el mateix Lopes tenia almenys 8 ferides) i al sortir el Sol es van rendir (6 d'octubre de 1594). Dona Catherina va quedar presonera de Wimala Dharma i va esdevenir la seva principal esposa al palau de Senkadagala. Lopes de Sousa va ser curat de les seves ferides però va morir d'alguna que devia ser greu. Els capturats violadors i criminals, cinquanta foren enviats a Colombo després de ser cegats, deixant un ull a un de cada cinc. La resta van haver de treballar en restaurar el palau de la capital de Wimala Dharma. Quan la derrota fou coneguda a Sitawaka, els portuguesos que es veien amenaçats a la zona, se'n van retirar cap a Colombo, deixant al front del govern a Samarakon Rala, un noble singalès que s'havia fet cristià, que va residir a Galle.

## Domingo Correa es proclama rei com Edirille Bandara
Al Nadal de 1594 Jeronimo de Azevedo va succeir a Lopes de Sousa (1594-1613) i vuit dies després, amb Dharmapala al davant, es van dirigir a Sitawaka i van exercir severes represàlies. El palau de Raja Sinha fou reconstruït i Samarakon fou cridat des de Galle i se li va encarregar dirigir les operacions contra Wimala Dharma. Aquesta tasca la va fer molt lentament i amb més d'una derrota. Wimala Dharma, que havia viscut anys amb els portuguesos, era un enemic més perillós que Raja Sinha. La guarnició de Colombo, molt reduïda i afectada per malalties i manca de subministraments, estava a la vora del motí. Una victòria de Domingos Correa contra el príncep de Uwa, que donava suport a Wimala Dharma, va assegurar un breu respir però el 17 de novembre de 1595 Domingos Correa es va revoltar contra Dharmapala i es va proclamar rei amb 700 seguidors. Aquest aventurer tenia menys de 30 anys, era fill d'Edirille Arachchi, interpret de Dharmapala, de religió cristiana i inicialment va ser elevat al rang de mudaliyar i després de la seva victòria va rebre el títol de Wikramasinha (Lleó Victoriós) i quan es va proclamar rei ho va fer amb el nom d'Edirille Bandara.

## La guerra entre Edirille Bandara i Jeronimo de Azevedo
Jeronimo d'Azevedo va marxar a Gurubewila i va ordenar a les guarnicions de Menikkadawara i Ruwanella de concentrar-se a Sitawaka, ordre que es va estendre a tot el districte, ja que la situació a Colombo era anàrquica; les carreteres foren bloquejades amb arbres; al cap de 15 dies van començar a mancar provisions. El capità governador va decidir traslladar al rei de Sitawaka a Gurubewila i tot el que hi havia a la ciutat evacuada que hagués pogut ser útil als rebels fou eliminat. La guarnició portuguesa eren tres-cents homes i estaven fustigats pels singalesos del país i en el camí van morir 23 i tots els demes van quedar ferits arribant a la nit a Gurubewila, on també hi havia fam i van decidir sortir per la força cap al sud al korale de Rayigam. El rei Domingo Correa va creuar el Kelaniya i va bloquejar les rutes retardant la marxa de la guarnició portuguesa que també eren atacat pels singaleses. Finalment en un atac van morir 134 portuguesos i 118 van quedar ferits (i una trentena ja havien mort en un atac parcial). Només 112 van poder seguir a causa que Correa va ser ferit i va desistir d'atacar-los. Iddagoda Rala va agafar el comandament de les forces de Correa i va empaitar als portuguesos que quedaven (que van abandonar a morts i ferits greus) i els va atrapar al temple de Horana. Però en el atac final Iddagoda va resultar mort i l'arribada de forces (500 homes de cristians tupasses) sota comandament de Samarakon els va permetre salvar-se i els rebels es van retirar. Les forces portugueses van poder tornar a Colombo amb el rei Dharmapala (només 50 no tenien ferides rellevants).

## Captura i execució de Eridille Bandara
Edirille Rala es va haver de refugiar amb Wimala Dharma que li va concedir nominalment els regnes de Kotte i Sitawaka. Els dos exèrcits actuarien en conjunt però l'arribada de reforços des de l'Índia va permetre a Azevedo de recuperar Malwana, mentre Samarakon va començar a construir un fort a Uduwara al Rayigam Korale. Intentant sorprendre a Samarakon, Edirille Bandara va fer una marxa forçada cap al lloc del nou fort, però fou rebutjat. A causa de no poder creuar un riu, Edirille en el seu camí va entrar en zones pantanoses i es va aturar a la casa d'una dona pobre que el va reconèixer i el va denunciar a Samarakon que va enviar un contingent que el va sorprendre i el va fer presoner; després va avisar a Azevedo que era a Kalutara. Quan va estar en mans del capità es va decidir que seria executat el 14 de juliol, com efectivament ho fou.

## Lluites constants
El 1597 es va reorganitzar el clergat budista i la Danta Dhatu (La Dent Sagrada) fou portada de Delgamuwa a Senkadagala. Un atac prop de Matara de Simao Correa (germà d'Edirille Bandara anomenat també Edirille Rala) al servei de Wimala Dharma, fou rebutjat en un combat (25 de setembre de 1597) per Samarakon, ajudat per 2000 homes procedents de Colombo sota comandament de Simao Pinhao; Pinhao va rebre en premi la mà de Maria Perera, la neta de Raja Sinha, i fou designat cap dels lascarins. Samarakon va rebre la insígnia de l'orde de Crist i la donació d'un poble. Però l'atac de Correa fou un moviment coordinat: un altre contingent va baixar per l'oest cap els Quatre Korales i es va establir a Iddamalpane; atacat allí els portuguesos foren rebutjats i el districte es va revoltar; un oficial portuguès, Afonso Moro, casat amb una singalesa, es va passar a Wimala Dharma. Es va demanar ajut a lÍndia però a causa de diversos conflictes no es podia enviar res. Azevedo va demanar el relleu que no li fou concedit. La situació però va fer un gir quan Correa, que era a Ruwanella, es va passar als portuguesos i fou perdonat. Les lluites van seguir durant mesos. El gener de 1599 es va fundar un fort a Menikkadawara pensat com a quarter per les operacions contra Uda Rata i un mudaliyar del rei Wimala, Pusella, es va passar als portuguesos. Els portuguesos van iniciar operacions contra el rei, avançant lentament. Wimala va oferir secretament a Pinhao fer-lo rei de les terres baixes si es passava al seu bandol; Pinhao ho va comunicar a Azevedo que li va ordenar acceptar, però Pinhao fou traït per un dels seus i el pla va fracassar. El traïdor Manuel Dias fou nomenat Cap dels Mudaliyars i Pinhao va quedar presoner.
El 31 de maig de 1602 el comandant Joris van Spilbergen, va aparèixer a la costa oriental de Ceilan i el 6 de juliol es va traslladar a la cort del rei Wimala a Senkadagala escortat per Manuel Dias. El 28 de novembre de 1602 va arribar un altre holandès, el vicealmirall Seebald de Weert

## Greu derrota portuguesa
Azevedo preparava un nou atac a Balane i el gener de 1603 va avançar cap a Ganetenna, i d'allí es va iniciar el setge de Balane sense gaires progressos; el febrer un singalès va oferir als portuguesos revelar un pas secret cap a la fortalesa; quan hi van entrar els defensors ja l'havien abandonada. Va esperar l'arribada de Pinhao per seguir; però l'endemà els lascarins van desertar cap al rei i sense el seu ajut no podien avançar per desconeixement del terreny. Les muntanyes de la rodalia estaven plenes de singalesos hostils i a la nit els portuguesos van haver d'abandonar la fortalesa; van poder reunir-se amb les forces de Pinhao perdent però més de cent homes. Es va rebre un missatge de Samarakon que anunciava que s'havia produït una revolta general a l'illa. Una delegació singalesa va oferir la corona suprema a Samarakon, però aquest va rebutjar. Les forces portugueses es van retirar cap a Sitawaka on van poder arribar al cap de 15 dies després de perdre 300 homes. D'allí van creuar el Kelani Ganga i es van dirigir a Malwana que ja havia estat atacada i saquejada. La derrota portuguesa fou greu i més encara la pèrdua de prestigi que va comportar. El mes de març Azevedo va fer una crida als portuguesos de Colombo per ajuntar forces. Antonio Barreto, un dels lloctinents de Samarakon, va desertar cap al camp del rei amb un nombre important de forces. Tota l'illa menys Galle, el feu de Samarakon, fou perdut pels portuguesos. Les muralles de Colombo es van haver de reparar de pressa però aquí l'avantatge era pels portuguesos, ja que els singalesos no disposaven d'artilleria de setge i la població podia ser abastida per mar dominat també pels lusitans.

## Conflicte amb els holandesos
El 25 d'abril de 1603 va arribar a Batticaloa l'holandès de Weert que tornava de Sumatra. El juny va saber que el rei, que acabava de conquerir Menikkadawara, era prop. De Weert es va reunir amb Wimala Dharma o junts van anat a Sampanturai. Els soldats i auxiliars holandesos foren enviats als vaixells però en lloc d'obeir es van quedar a la rodalia i es van emborratxar. El propi de Weert, borratxo, va rebutjar la petició del rei d'atacar Galle (mentre ell tornava a la capital per veure a la reina) i va insultar a la reina; el rei el va fer matar. Llavors es va ordenar matar a tots els holandesos i la majoria van morir però alguns es van poder escapar. Els holandesos però van reaccionar amb moderació i van contemporitzar; el rei els va oferir la pau o la guerra a la seva elecció, i els va demanar ajuda per atacar Galle i Colombo. No obstant no es va arribar a cap acord i el 28 de juliol la flota holandesa va abandonar l'illa.

## Mort de Vimala Dharma
Samarakon no va aconseguir cap victòria i Azevedo el va fer arrestar i el va enviar carregat de cadenes a Goa. La resta de l'any tothom estava esgotat i no es van produir esdeveniments. Al principi del 1604 va morir Vimala Dharma. Tal com havia disposat el successor era el seu fill Astana Bandara que era menor, sota regència del seu cosí Senarat, que s'havia vestit la túnica del sacerdoci. Els reis de Senkadagala eren incinerats a Asgiriya, 1,5 km al nord de Kandy. Allí fou cremat Wimala; el seu cor no obstant va ser respectat pel foc. Un temps després Senarat es va casar amb la reina vídua i va consolidar la seva posició, mantenint una bona entesa amb els holandesos.